# Cyphomyia violacea
Cyphomyia violacea är en tvåvingeart som beskrevs av Macquart 1855. Cyphomyia violacea ingår i släktet Cyphomyia och familjen vapenflugor. Inga underarter finns listade i Catalogue of Life.